# Massimiliano Massimo
Massimiliano Massimo, né le 3 janvier 1849 à Rome et décédé dans la même ville le 6 mai 1911, est un prêtre jésuite et éducateur italien. Il est le fondateur d’un important collège jésuite à Rome, qui aujourd’hui porte son nom, l'Istituto Massimiliano Massimo.

## Biographie
Né à Rome le 3 janvier 1849 de Camillo “Vittorio” Emanuele Massimo (1803–1873) et de sa seconde épouse Giacinta della Porta Rodiani (1821–1898), le jeune Massimiliano appartient à une famille princière romaine du même nom qui remonterait, d’après une tradition légendaire, à la Gens Fabia de la Rome antique. Son parrain de baptême est le prêtre Vincent Pallotti.  De 1859 à 1868, il fréquente l’école du Collège romain, où il a notamment pour professeur le père Angelo Secchi, astronome jésuite, avec lequel il restera en relations amicales suivies. À la fin de ses études, le 8 décembre 1868, il entre, malgré l'opposition initiale de son père, chez les Jésuites et fait son noviciat à Saint André du Quirinal.
À cause des lois anti-religieuse de 1873 il doit quitter Rome et fait ses études de philosophie à Maria-Laach chez les jésuites d'Allemagne et une partie de sa théologie à Laval, en France. Il est cependant de retour à Rome pour son ordination sacerdotale qui a lieu le 3 mai 1876 (cardinal Costantino Patrizi Naro). Immédiatement après commence son ministère apostolique comme enseignant et éducateur à l’internat du collège jésuite de villa Mondragone. C’est là que se dessine sa carrière de pédagogue.
En 1873, Maximilien Massimo avait hérité du palais Massimo des Thermes, une œuvre architecturale de Domenico Fontana qui faisait partie de la Villa Peretti-Montalto. En 1879, il le met à la disposition de l’Ordre jésuite pour y ouvrir une école secondaire qui poursuivrait, sur le modèle de Mondragone, l'œuvre éducative du Collège romain, dont les bâtiments avaient été confisqués par l'État italien en 1870. Destiné à donner une éducation catholique à ceux qui refusaient les valeurs républicaines se répandant dans les instituts d'enseignement de la nouvelle Italie, l'institut abrite l’école primaire ainsi que le gymnase-lycée et les écoles techniques. Officiellement dédié à Marie-Immaculée, il est dès le début officieusement appelé « Istituto Massimo » étant donné le lien qui existait avec la famille princière. Le père Massimo lui-même s’engage entièrement dans le projet : il en est le premier directeur. Dès 1879 le collège compte 80 élèves.
Après la démolition de l'ancien Palazzo di Termini pour permettre la construction de Roma Termini, la gare principale de Rome, un nouveau palais Massimo alle Terme, conçu par l'architecte Camillo Pistrucci, est construit de 1883 à 1887 pour abriter le Collegio Massimo, en expansion. Avant la fin du siècle le collège compte déjà 500 élèves et acquiert immédiatement une excellente réputation pour la qualité de son enseignement. Bon pédagogue et administrateur attentif, le père Massimo entretient également de bonnes relations avec l’autorité publique. Il s’intéresse à tous les aspects de la vie du collège.
Sa santé déclinante  qui l’oblige à réduire ses activités ne l’empêche pas de poursuivre son engagement sacerdotal et pastoral auprès des détenus des prisons de Termini et de Regina Cœli, ainsi que des orphelins de l'institut Sainte-Marie-des-Anges et d'autres orphelinats romains. Pendant plus de trente ans, il est également le directeur spirituel de la congrégation de Scaletta[Laquelle ?] à l'église Saint-Ignace, où il se rend souvent pour administrer les sacrements.
Massimiliano Massimo meurt à Rome le 6 mai 1911.